# قرقف أوروبي ذو عرف
القرقف الأوروبي ذو العرف أو القرقف ذو العرف أو قُرقف قُنْبُرانيّ ("قُنْبُرَة" بمعنى: خصلة من الريش قائمةٌ على الرأس) هو نوع من عصافير القرقف ينتمي إلى رتبة الطيور المغردة. يشيع هذا العصفور في الغابات الصنوبرية بمختلف أنحاء وسط وشمال القارة الأوروبية، والغابات النفضية في فرنسا وشبه الجزيرة الأيبيرية، كما يتواجد بغابات اسكتلندا في الجزر البريطانية وببعض مناطق أوروبا الشرقية. غالباً ما يكون هذا الطائر مقيماً ونادراً ما يهاجر. هذا النوع لا يواجه تهديداتٍ كبيرة ويصنفه الاتحاد العالمي للحفاظ على الطبيعة كنوع غير مهدد.

## التصنيف
كان يصنف القرقف الأوروبي ذو العرف فيما مضى ضمن جنس القرقف (باللاتينية: Parus)، لكن الآن بات الكثير من العلماء يؤيّدون فصله إلى جنس لوفوفينس (باللاتينية: Lophophanes)، كما ويؤيد ذلك الاتحاد الأمريكي لعلم الطيور والاتحاد البريطاني لعلم الطيور.

## السلوك والبيئة
يعد القرقف الأوروبي ذو العرف واحداً من طيور القرقف سهلة التمييز، إذ إنَّ عرفه البارز (الذي تكون حافَّته منحنية للأمام أحياناً) يجعل التعرف عليه سهلاً، كما يساعد على ذلك طوقه الأسود حول رقبته. وهو يثير الضجَّة بكثرة مثل العديد من أنواع القرقف، حيث يصدر باستمرار نداء "زي زي زي"، وهو شبيهٌ بذاك الذي يصدره القرقف الفحمي.
يبني هذا الطائر أعشاشه في حفر بأجذال الأشجار المتعفّنة، وكثيراً ما يقضي الوقت ويأكل عميقاً بين أغصان الأشجار. وهو لا يعد طائراً خجولاً، لكن في الآن ذاته فإنَّ الاقتراب منه ليس سهلاً. وهو يعيش - كأنواع القرقف الأخرى - في أزواج ويتغذى على الحشرات والبذور.
في فصل الشتاء ينضمُّ إلى أسراب طيور القرقف الأخرى.

## صور

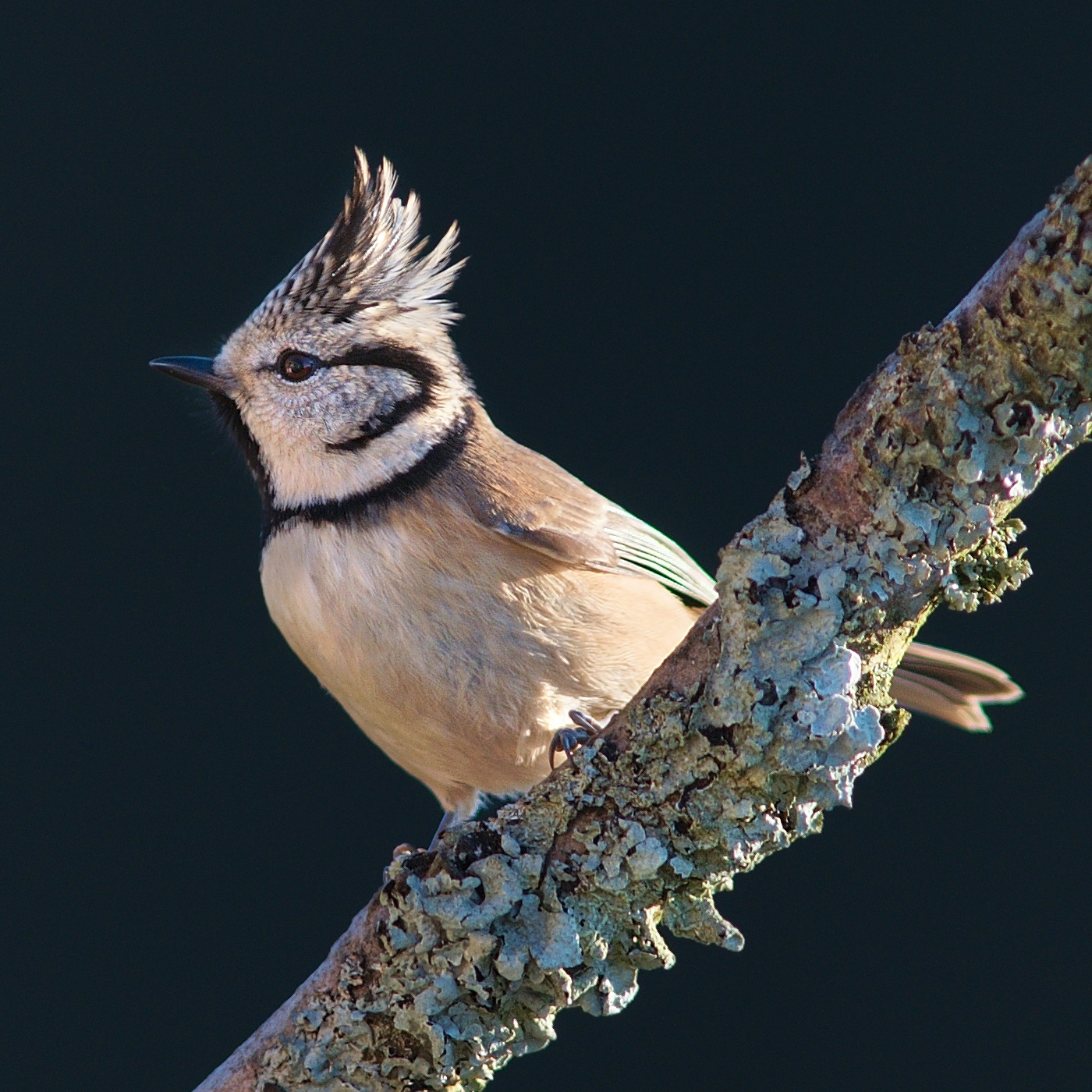
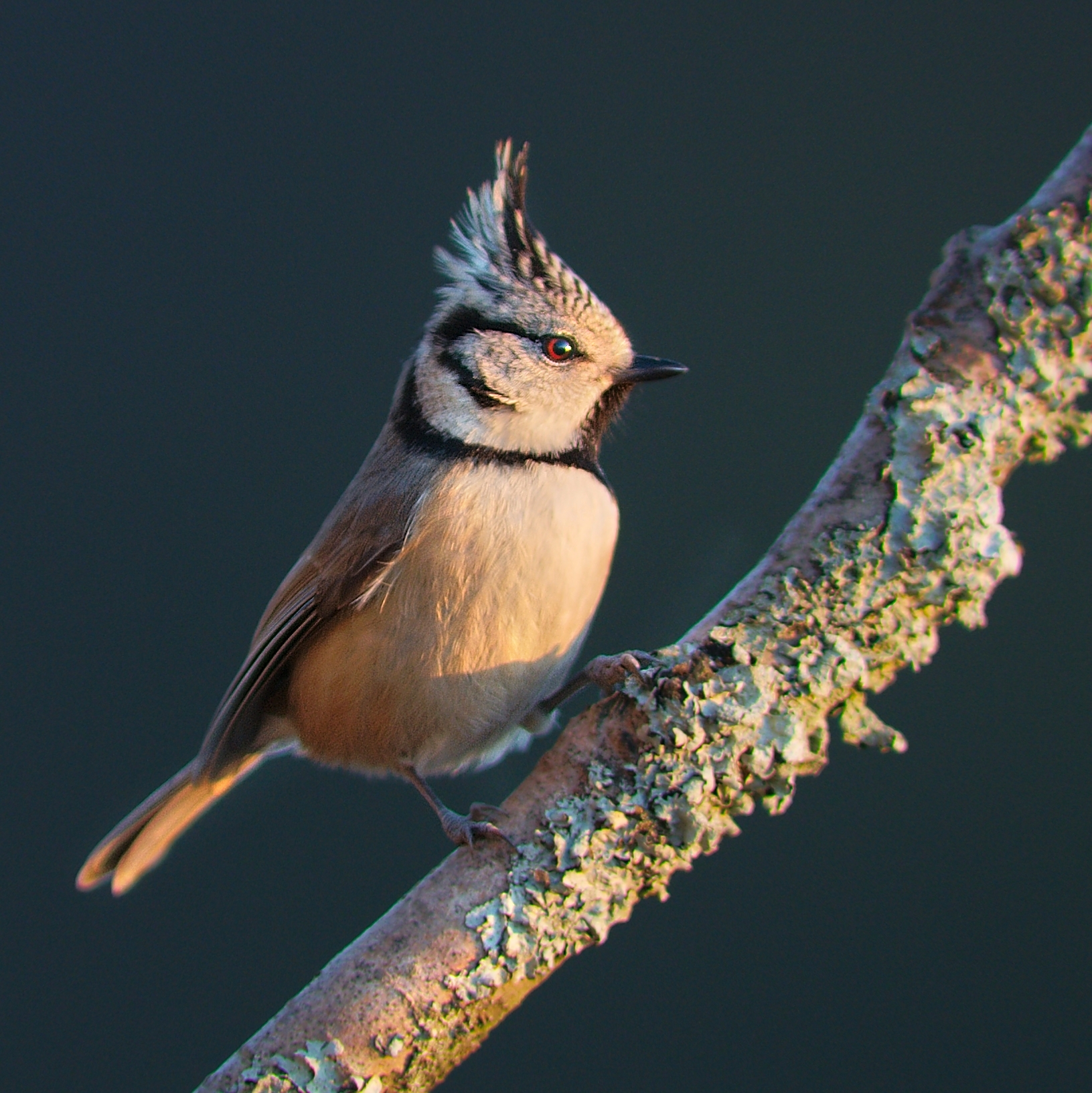
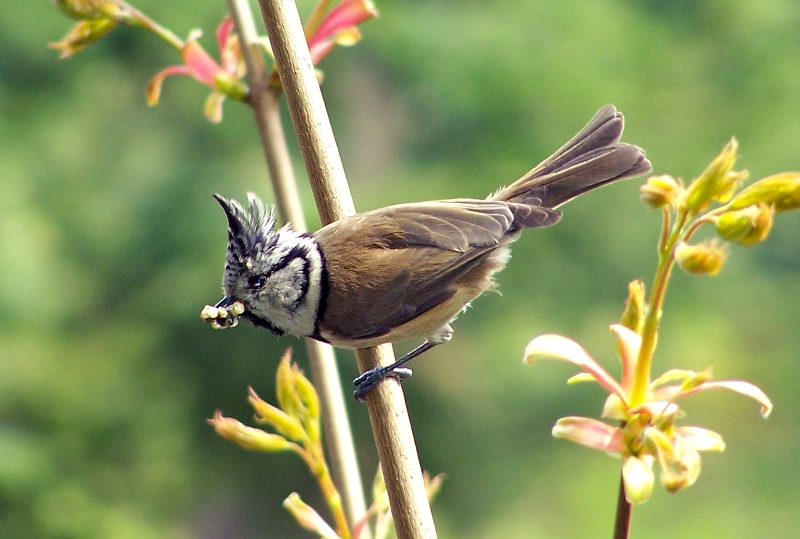